# Sekihara Ryoga
Ryoga Sekihara (sinh ngày 20 tháng 6 năm 1991) là một cầu thủ bóng đá người Nhật Bản.

## Sự nghiệp câu lạc bộ
Ryoga Sekihara đã từng chơi cho Kataller Toyama và Kamatamare Sanuki.